# Ancienne église Saint-Jacques de l'Étoile
L'ancienne église Saint-Jacques de l'Étoile est située sur le territoire de la commune de L'Étoile, dans le département de la Somme entre Abbeville et Amiens.

## Historique

### Une fondation médiévale
Des fouilles archéologiques, menées en 2000, ont mis au jour les fondations d'un édifice semblant dater au XIIe siècle.

### Une reconstruction à l'époque moderne
Ce qu'il reste de l'édifice daterait pour partie de la seconde moitié du XVIIe siècle et pour une autre partie du début du XVIIIe siècle. Les deux travées les plus à l'est de la nef constitueraient la partie de l'édifice la plus ancienne de l'édifice ; la pose d'un dallage dans la nef est mentionné en 1668. 
L'épitaphe de Noël Groulle, curé de l’Étoile entre 1720 et 1724, mentionne que durant cette période, « Le chœur fut rebâti, et [les] bans(?) arran[gés] ». Au milieu du XVIIIe siècle, l'espace liturgique s'avère trop exigu, les travaux d'agrandissement du chœur se firent en privant la nef d'une travée. On agrandit la nef de 7,30 m vers l'ouest en 1750. Le clocher aurait été construit vers 1760. 

### Les travaux duXIXesiècle
Au début du XIXe siècle, les contreforts de l'église sont renforcés ainsi qu'une partie du flanc nord de l'édifice ou des verrières reprises en 1807. En 1828, la charpente est rénovée. En 1851, une sacristie est aménagée à l'arrière de l'autel. Cependant, l'édifice souffre de l'humidité sur le côté nord. Il est un moment envisagé la construction d'une nouvelle église pour répondre à l'accroissement de la population de la commune dans la seconde moitié du XIXe siècle, mais la population tint à conserver son église.

### Les destructions duXXesiècle
En 1928 et 1931, des affaissements de terrain fissurèrent les murs du clocher. Dans les années 1960, la municipalité fit descendre les cloches par précaution.
En 1977, le chœur, et surtout la sacristie, furent fortement endommagés par un incendie. Le clocher s'effondra dans la nuit du 15 au 16 juillet 1985. 
Le 17 juillet 1991, un second incendie ravagea l'édifice et le mobilier dans son entier. 
L'édifice n'a pas été reconstruit.

## Caractéristiques
L'église paroissiale, construite en pierre calcaire, était accrochée au flanc sud de l'oppidum qui domine le village. Elle présente un plan basilical allongé, sans transept, terminé par une abside semi circulaire. 
La nef était longue de 19 m, et composée de trois travées éclairées par trois baies en plein-cintre. Quatre contreforts épaulent encore le mur de la nef, le deuxième au sud s'appuie sur un soubassement de brique et d'assises alternées en brique et pierre. L'arcade en plein-cintre du portail subsiste.
Le chœur, aveugle, était rythmé par sept arcades et éclairé par les deux baies des arcades latérales. La niche axiale est encadrée de quatre arcades agrémentées d'une niche trilobée en partie supérieure.
Seuls subsistent du désastre de 1991 :
- les fonts-baptismaux sont désormais dans la chapelle Saint-Anne ;
- le chemin de croix, datant de 1868, à l'exception de quatre stations. Les tableaux sont conservés dans la chapelle Saint-Anne ;
- La statue de Saint-Jacques-le-Majeur, datant du XVe ou du XVIe siècle (classée au titre objet 1917)[2], a été conservée partiellement et entreposée dans un bâtiment communal[3].